# Абелей
Абелей — деревня в Малоярославецком муниципальном районе Калужской области в составе сельского поселения «Деревня Прудки». На 2021 год в Абелей числится 2 улицы: Вишневая и Полевая. Располагается на берегу реки Абелейки.

## История
В «Описаниях и алфавитах к Калужскому атласу» 1782 года указана как сельцо Абелеи, принадлежащее Ивану Даниловичу Мансурову и расположенное на правом берегу речки Абелейки по обе стороны безымянного оврага. Сельцо включало деревянный господский дом и 11 крестьянских дворов, в которых по ревизии числилось 107 душ.
По данным на 1859 год в сельце было 14 домов и 140 жителей.После реформы 1861 года вошло в Детчинскую волость Малоярославецкого уезда. Население в 1892 году — 189 человек, в 1913—189 человек. В начале XX века в сельце открылась земская школа.

## Население
| 2002 | 2010 |
| ---- | ---- |
| 5    | ↘4   |